# 9-cis-epoksikarotenoid dioksigenaza
9-cis-epoksikarotenoid dioksigenaza (EC 1.13.11.51, devet-cis-epoksikarotenoidna dioksigenaza, NCED, AtNCED3, PvNCED1, VP14) je enzim sa sistematskim imenom 9-cis-epoksikarotenoid 11,12-dioksigenaza. Ovaj enzim katalizuje sledeću hemijsku reakciju
(1) 9--epoksikarotenoid + O2 {\displaystyle \rightleftharpoons } 2-cis,4-trans-ksantoksin + a 12'-apo-karotenal
(2) 9--violaksantin + O2 {\displaystyle \rightleftharpoons } 2--ksantoksin + (3S,5R,6S)-5,6-epoksi-3-hidroksi-5,6-dihidro-12'-apo-beta-karoten-12'-al
(3) 9'--neoksantin + O2 {\displaystyle \rightleftharpoons } 2--ksantoksin + (3S,5R,6R)-5,6-dihidroksi-6,7-didehidro-5,6-dihidro-12'-apo-beta-karoten-12'-al
Ovaj enzim sadrži gvožđe(II). On deluje na 9-cis-violaksantin i 9'-cis-neoksantin.

## Literatura
- Nicholas C. Price; Lewis Stevens (1999). Fundamentals of Enzymology: The Cell and Molecular Biology of Catalytic Proteins (Third изд.). USA: Oxford University Press. ISBN 019850229X.
- Eric J. Toone (2006). Advances in Enzymology and Related Areas of Molecular Biology, Protein Evolution (Volume 75 изд.). Wiley-Interscience. ISBN 0471205036.
- Branden C; Tooze J. Introduction to Protein Structure. New York, NY: Garland Publishing. ISBN 0-8153-2305-0.
- Irwin H. Segel. Enzyme Kinetics: Behavior and Analysis of Rapid Equilibrium and Steady-State Enzyme Systems (Book 44 изд.). Wiley Classics Library. ISBN 0471303097.
- William P. Jencks (1987). Catalysis in Chemistry and Enzymology. Dover Publications. ISBN 0486654605.

## Spoljašnje veze
- 9-cis-epoxycarotenoid+dioxygenase на 